# フェルディナント・フォン・シーラッハ

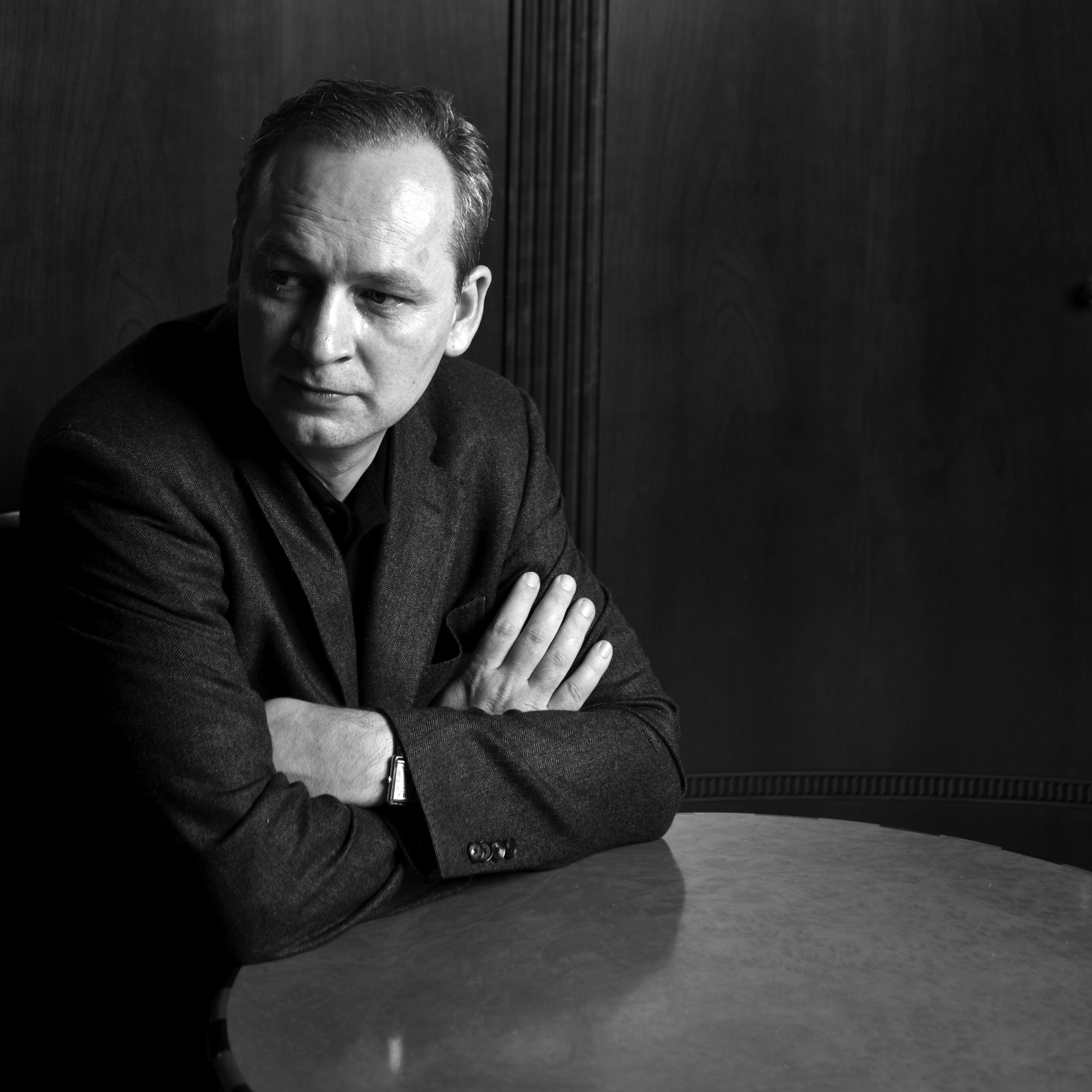
フェルディナント・フォン・シーラッハ、2009年

フェルディナント・フォン・シーラッハ（Ferdinand von Schirach, 1964年 - ）は、ドイツの小説家、弁護士。

## 生涯と業績
ミュンヘンの商人ロベルト・フォン・シーラッハ（Robert von Schirach, 1938年 – 1980年）の息子として生まれる。祖父はナチ党全国青少年指導者バルドゥール・フォン・シーラッハ。ボンの大学で学び、ケルンでの研修を経て1994年よりベルリンで刑事事件弁護士として活動。元東ドイツ政治局員ギュンター・シャボフスキーや、ドイツ連邦情報局工作員ノルベルト・ユレツコ（de:Norbert Juretzko）の弁護に携わり、ドイツでも屈指の弁護士と見なされている。2009年、自身の事務所が扱った事件をベースにした（ただし、文庫解説の松山巖は、そう称していることも含めて純然たる創作であろうと述べており、推測の根拠として守秘義務とともに叙述手法を挙げている）物語集『犯罪』を刊行し、45万部を越えるベストセラーとなった。既に30カ国で出版権が獲得されており、シーラッハはこの作品によってクライスト賞など複数の文学賞を受賞している。2010年には第二作『罪悪』を刊行した。
映像化されている作品も多く、日本では『犯罪～ドイツの奇妙な事件～』、『罪悪～ドイツの不条理な物語～』、『生放送「裁判劇テロ」あなたの審判は?!』、『コリーニ事件』などのドラマや映画がリリースされている。

## 作品リスト
単行本
| 邦題           | 原題                       | 刊行年 | 刊行年月   | 訳者     | 出版社     | ISBN              |
| -------------- | -------------------------- | ------ | ---------- | -------- | ---------- | ----------------- |
| 犯罪           | Verbrechen                 | 2009年 | 2011年6月  | 酒寄進一 | 東京創元社 | 978-4-488-01336-3 |
| 罪悪           | Schuld                     | 2010年 | 2012年2月  | 酒寄進一 | 東京創元社 | 978-4-488-01344-8 |
| コリーニ事件   | Der Fall Collini           | 2011年 | 2013年4月  | 酒寄進一 | 東京創元社 | 978-4-488-01000-3 |
| カールの降誕祭 | Carl Tohrbergs Weihnachten | 2012年 | 2015年11月 | 酒寄進一 | 東京創元社 | 978-4-488-01050-8 |
| 禁忌           | Tabu                       | 2013年 | 2015年1月  | 酒寄進一 | 東京創元社 | 978-4-488-01040-9 |
|                | Die Würde ist antastbar    | 2014年 |            |          |            |                   |
| テロ           | Terror                     | 2015年 | 2016年7月  | 酒寄進一 | 東京創元社 | 978-4-488-01056-0 |
| 刑罰           | Strafe                     | 2018年 | 2019年6月  | 酒寄進一 | 東京創元社 | 978-4-488-01090-4 |
| 珈琲と煙草     | Kaffee und Zigaretten      | 2019年 | 2023年2月  | 酒寄進一 | 東京創元社 | 978-4-488-01123-9 |
| 神             | Gott                       | 2020年 | 2023年9月  | 酒寄進一 | 東京創元社 | 978-4-488-01129-1 |
短編
- パン屋の主人 （酒寄進一訳、『ミステリーズ!』51号、2012年2月、東京創元社） - カールの降誕祭に収録